# Rue Jean-Zay
La rue Jean-Zay est une voie du 14e arrondissement de Paris, en France.

## Situation et accès
La rue Jean-Zay est une voie publique située dans le 14e arrondissement de Paris. Elle débute au 92, avenue du Maine et se termine au 3, rue Jules-Guesde.

## Origine du nom

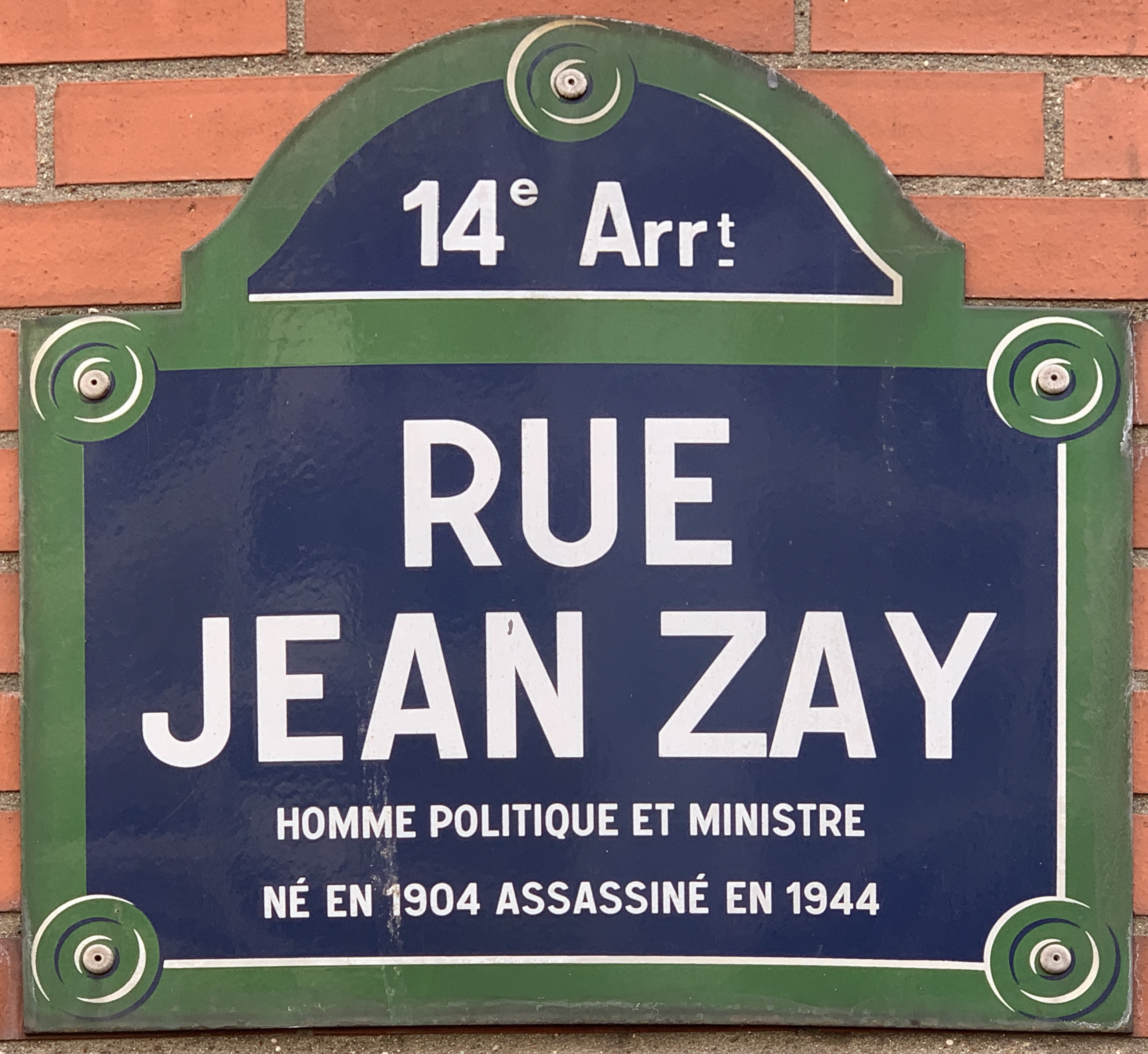
Plaque de la rue.

Elle est nommée en l'honneur de l'avocat et ministre du Front populaire Jean Zay (1904-1944).

## Historique
Cette rue, qui a été créée dans le cadre de l'aménagement de la ZAC Jean-Zay sous le nom provisoire de « voie X/14 », prend sa dénomination actuelle le 3 septembre 1985.
La rue Sauvageot qui était sur l'emplacement de la ZAC Jean-Zay n'existe plus. Elle commençait au 7 rue Vercingétorix et se terminait au 14 rue de l'Ouest, devenue place Constantin-Brancusi. Au no 18 de cette rue était un terrain acquis par Brâncuși, en 1927. L’artiste devait y construire une habitation et son atelier. Le projet n’a pas été réalisé.

## Bâtiments remarquables et lieux de mémoire
- No 5 : Maison de l’Indonésie (office de tourisme)[2].
- No 18 : école publique élémentaire Jean Zay.